# مريديث مكوي
مريديث مكوي (بالإنجليزية: Meredith McCoy)‏ هي مغنية وممثلة أمريكية، ولدت في 12 يناير 1971 في فورت وورث في الولايات المتحدة.

## أعمال

### أفلام
- ديد أور لايف

## وصلات خارجية
- الموقع الرسمي
- مريديث مكوي على موقع IMDb (الإنجليزية)
- مريديث مكوي على موقع ميوزك برينز (الإنجليزية)
- مريديث مكوي على موقع قاعدة بيانات الفيلم (الإنجليزية)
- مريديث مكوي على موقع كينوبويسك (الروسية)
- مريديث مكوي على موقع ANN person (الإنجليزية)